# Lycaeopsis themistoides
Lycaeopsis themistoides is een vlokreeftensoort uit de familie van de Lycaeopsidae. De wetenschappelijke naam van de soort is voor het eerst geldig gepubliceerd in 1879 door Claus.